# Murgul
Murgul là một huyện thuộc tỉnh Artvin, Thổ Nhĩ Kỳ. Huyện có diện tích 336 km² và dân số thời điểm năm 2007 là 6114 người, mật độ 18 người/km².